# سیارک ۲۰۲۳۰
سیارک ۲۰۲۳۰ (به انگلیسی: 20230 Blanchard، نامگذاری:1997XH5) بیست هزار و دویست و سی‌امین سیارک کشف شده‌است که در ۶ دسامبر ۱۹۹۷ کشف شد.
قدر مطلق سیارک برابر ۷٫۱ است.